# 絶滅犬種
絶滅犬種（ぜつめつけんしゅ）とは、使役目的の変化や交雑などにより、純血種が絶滅した犬種である。
犬種の絶滅には、様々な要因がある。もっとも一般的なものとして、他地域から持ち込まれた犬種との交雑によって土着の犬種の純血種がいなくなるケースがあげられる。また、品種改良によって確立された犬種でも、狩猟の方式や流行の変化、闘犬の廃止等、文化・慣習の変化によって需要が減ることで、繁殖されなくなり、絶滅する犬種もある。例えば、日本の北陸地方原産の越の犬は、柴犬などとともに天然記念物として指定されていたが、絶滅している。
畜犬団体（ケネルクラブ）などに登録されている犬種の場合、それらの団体によって絶滅の認定が行われる。国際畜犬連盟（FCI）公認種の場合は、仔犬が誕生した際に行われる登録が数年行われなくなった場合に純血犬の頭数調査が行われ、繁殖できる犬が全く存在しない、若しくは純血の犬が全く存在しない場合に会議が行われる。このときに純血種としての生存が不可能であるとみなされた場合、FCIの公認登録が抹消され、絶滅の判定が下される。FCI公認種でない場合、その犬種を公認している各国のケネルクラブや愛犬団体などが絶滅判定を行う。
一方で、純血種の頭数減少のため、一旦登録が抹消された後、犬種の復活が図られて、再度登録された犬種も存在する。また、戻し交配や絶滅犬種の作出の際に使われた犬種の交配等によって、消滅した犬種を復活させる試みも多数行われている（オールディ・イングリッシュ・ブルドッグ等）。